# Gule Hav
Det Gule Hav i Nordkorea og Sydkorea også kaldet Vesthavet er den nordlige del af Østkinesiske Hav, som igen er en del af Stillehavet. Havet ligger mellem Folkerepublikken Kina og den Koreanske halvø. Havets navn stammer fra de sedimenter som "den gule flod" Huang He fragter ud i havet.